# Lisa Randallová
Lisa Randallová (* 18. června 1962) je americká teoretická fyzička a odbornice na částicovou fyziku a kosmologii. Působí jako profesorka na Harvardově univerzitě. Její výzkum zahrnuje elementární částice a základní interakce, vyvinula a studovala širokou škálu modelů zahrnujících další rozměry prostoru. Prohloubila naše pochopení standardního modelu částicové fyziky, supersymetrie, možných řešení problému hierarchie týkající se relativní slabosti gravitace, kosmologie extra dimenzí, baryogeneze, kosmologické inflace a temné hmoty. Její nejznámější objev je Randall-Sundrum model, který publikovala v roce 1999 s Ramanem Sundrumem.

## Raný život a vzdělání
Narodila se v Queensu v New Yorku. Absolvovala program pro děti nadané v matematice Hampshire College Summer Studies in Mathematics a vychodila Stuyvesant High School v roce 1980, kde byl jejím spolužák známý fyzik a popularizátor vědy Brian Greene. V roce 1980 získala první místo v programu Westinghouse Science Talent Search ve věku 18 let. Na Harvardově univerzitě získala bakalářský titul ve fyzice (1983) a doktorský titul v teoretické částicové fyzice (1987) pod vedením Howarda Georgiho.

## Kariéra
Randallová provádí výzkumy částicové fyziky a kosmologie na Harvardu, kde je profesorkou teoretické fyziky. Její výzkumy se týkají elementárních částic a základní interakcí a zahrnují studium široké škály modelů obsahujících dodatečné dimenze prostoru. Pracovala také v oboru supersymetrie, standardního modelu, kosmologické inflace, baryogeneze, teorie velkého sjednocení a obecné relativity.
Randallové knihy Warped Passages: Unraveling the Mysteries of the Universe's Hidden Dimensions a Knocking on Heaven’s Door: How Physics and Scientific Thinking Illuminate the Universe and the Modern World se obě dostaly do seznamu 100 pozoruhodných knih magazínu New York Times. Také napsala libreto k opeře Hypermusic Prologue: A Projective Opera in Seven Planes na žádost skladatele Hèctora Parry, který se inspiroval její knihou Warped Passages.
Po dokončení postgraduálního studia na Harvardu se Randallová stala profesorkou na Massachusettském technologickém institutu a Princetonské univerzitě. Na Harvard se vrátila v roce 2001. Profesorka Randallová byla první fyzičkou se stálým úvazkem na Princetonské katedře fyziky a první teoretickou fyzičkou se stálým úvazkem na Harvardu. (Avšak první žena se stálým úvazkem na katedře fyziky byla Melissa Franklinová.)
Randallová je členem Americké akademie umění a věd (2004), Národní akademie věd (2008) a členkou Americké fyzikální společnosti. Na podzim roku 2004 byla nejvíce citovaným teoretickým fyzikem předchozích pěti let. Randallová vystupovala v magazínu Seed jako „osobnost roku 2005 v oblasti vědy“ a v magazínu Newsweek jako „Jeden z nejvíce slibných teoretických fyziků své generace“. V roce 2007 byla Randallová zařazena magazínem Time mezi „100 nejvlivnějších lidí“ v sekci „Vědci a myslitelé“. Randallová získala toto vyznamenání za práci o vyšších dimenzích.
Randallová pomohla zorganizovat četné konference a byla v redakčních radách několika významných časopisů o teretické fyzice.

## Ocenění a vyznamenání
- Andrew Gemant Award, 2012
- Lilienfeldova cena, 2007
- E. A. Wood Science Writing Award, 2007
- Klopsted Memorial Award od Americké asociace učitelů fyziky, 2006
- National Science Foundation Cena pro mladé badatele, 1992
- DOE Ocenění pro mladé badatele.

## Osobní život
Sestra Lisy Randalové, Dana Randallová, je profesorkou počítačových věd na Georgijském technologickém institutu.

## Publikace
- Warped Passages: Unraveling the Mysteries of the Universe's Hidden Dimensions. Ecco Press. 2005. ISBN 0-06-053108-8.
- Knocking on Heaven’s Door: How Physics and Scientific Thinking Illuminate the Universe and the Modern World. Ecco. 2011. ISBN 0-06-172372-X.
- Higgs Discovery: The Power of Empty Space. Ecco. 2013. ISBN 978-0062300478.
- Dark Matter and the Dinosaurs: The Astounding Interconnectedness of the Universe. Ecco. 2015. ISBN 978-0-06-232847-2.